# ヒュニンカイ
ヒュニンカイ（朝: 휴닝카이、英: Hueningkai、2002年8月14日 - ）は、韓国の歌手。韓国の5人組男性アイドルグループ・TOMORROW X TOGETHERの最年少メンバーである。本名は、カイ・カマル・ヒュニン（英: Kai Kamal Huening）。アメリカ合衆国ハワイ州ホノルル出身。血液型はA型｡BIGHIT MUSIC所属。

## 略歴

### デビュー前
2002年8月14日、アメリカ合衆国ハワイ州ホノルルに生まれる。ドイツ系アメリカ人の父と韓国人の母、2018年に解散したK-POPアイドルグループ「VIVA」やモデルやインフルエンサーとして活動している2歳上の姉であるヒュニン・リアと､妹であるKep1erのヒュニン・バヒエがいる。中国で音楽家や俳優として活躍していた父親の影響で、音楽に興味を持つようになる。リラ芸術高等学校に通い、後に韓林演芸芸術高等学校に編入した。姉と別の芸能事務所のオーディション受験の際に現在の事務所であるBig Hit Entertainmentのスタッフにスカウトされ、オーディションに参加した。オーディションでの歌唱曲は、楽童ミュージシャンの「Give Love」。

### TOMORROW X TOGETHERとして

#### 2019年
約2年6ヶ月の練習生期間を経て、2019年1月10日にTOMORROW X TOGETHERの結成が正式に発表された。1月13日、個人イントロダクションフィルムがYouTubeで公開され、ヒュニンカイはグループで3番目に公開されたメンバーとなった。3月4日、『THE DREAM CHAPTER: STAR』をリリースし、正式にデビューした。
8月8日、Big Hit Entertainmentから当初8月に新しいアルバムをリリースする予定であったことが発表されたが、ヨンジュンが腰痛、スビンは流行性角結膜炎と診断を受けたため、9月に延期された。8月20日、テヒョンとヒュニンカイも流行性角結膜炎と診断されたため、新しいアルバムは9月から10月にリリース日がさらに変更されたことが発表された。最終的に10月21日に1stフルアルバム『THE DREAM CHAPTER: MAGIC』がリリースされた。収録曲である「Roller Coaster」の制作に参加し、グループで初めての楽曲制作に参加メンバーとなった。

#### 2020年
5月18日、2ndミニアルバム『THE DREAM CHAPTER : ETERNITY』がリリースされ、メンバー全員が収録曲「Maze in the Mirror」で作詞・作曲に参加した。10月26日、『minisode1:Blue Hour』がリリースされた。
2024年
2024年12月31日放送の第75回NHK紅白歌合戦に出演し、『5時53分の空で見つけた君と僕』を披露。リーダーのスビンが長期休暇で出演しなかったが4人で協力し歌いファンや見ている人たちを魅了した。

## 作品

### 作詞・作曲・プロデュース
- 太字はプロデュース曲。

| 発表年 | 曲名                                      | 収録作品                           |
| ------ | ----------------------------------------- | ---------------------------------- |
| 2019年 | Roller Coaster                            | THE DREAM CHAPTER: MAGIC           |
| 2020年 | Maze in the Mirror                        | THE DREAM CHAPTER: ETERNITY        |
| 2020年 | Wishlist                                  | minisode1: Blue Hour               |
| 2020年 | Way Home                                  | minisode1: Blue Hour               |
| 2021年 | Dear Sputnik                              | The Chaos Chapter: FREEZE          |
| 2021年 | No Rules                                  | The Chaos Chapter: FREEZE          |
| 2021年 | MOA Diary (Dubaddu Wari Wari)             | The Chaos Chapter: FIGHT OR ESCAPE |
| 2022年 | Opening Sequence                          | minisode 2: Thursday's Child       |
| 2022年 | Lonely Boy (The tattoo on my ring finger) | minisode 2: Thursday's Child       |
| 2022年 | 君じゃない誰かの愛し方 (Ring)             | GOOD BOY GONE BAD                  |
| 2023年 | Happy Fools (feat. Coi Leray)             | The Name Chapter: TEMPTATION       |
| 2023年 | Growing Pain                              | The Name Chapter: FREEFALL         |
| 2023年 | Dreamer                                   | The Name Chapter: FREEFALL         |
| 2023年 | Blue Spring                               | The Name Chapter: FREEFALL         |
| 2024年 | I'll See You There Tomorrow               | minisode 3: TOMORROW               |
| 2024年 | Miracle                                   | minisode 3: TOMORROW               |
| 2024年 | きっとずっと(Kitto Zutto)                 | 誓い(CHIKAI)                       |
| 2024年 | Open Always Wins                          | 未収録                             |
| 2024年 | Resist(Not Gonna Run Away)                | The Star Chapter: SANCTUARY        |

## 出演

### テレビ番組
- Music Bank（2020年7月24日）- スペシャルMC
- Music Bank（2021年7月23日）- スペシャルMC
- Music Bank（2021年11月19日）- スペシャルMC
- M COUNTDOWN（2023年2月8日）- スペシャルMC
- THE MUSIC DAY 2024（2024年7月6日、日本テレビ）-「ベテルギウス」[注 1]
- NHK MUSIC EXPO 2024（2024年8月22日、NHK総合）- 「東京フラッシュ」[注 2]

### 雑誌
- NYLON JAPAN 2025年10月号（2025年8月28日、カエルム）- guys表紙[15]